# Abborrtjärnen (Älvsby socken, Norrbotten, 731321-172614)
Abborrtjärnen är en sjö i Älvsbyns kommun i Norrbotten och ingår i Piteälvens huvudavrinningsområde. Sjön har en area på 0,0691 kvadratkilometer och ligger 217,3 meter över havet.

## Delavrinningsområde
Abborrtjärnen ingår i det delavrinningsområde (731167-172759) som SMHI kallar för Ovan Rörmyrbäcken. Medelhöjden är 184 meter över havet och ytan är 13,46 kvadratkilometer. Räknas de 6 avrinningsområdena uppströms in blir den ackumulerade arean 65,1 kvadratkilometer. Isträskbäcken som avvattnar avrinningsområdet har biflödesordning 2, vilket innebär att vattnet flödar genom totalt 2 vattendrag innan det når havet efter 65 kilometer. Avrinningsområdet består mestadels av skog (80 procent). Avrinningsområdet har 0,07 kvadratkilometer vattenytor vilket ger det en sjöprocent på 0,5 procent.